# Marcos Assunção
Marcos Assunção, właśc. Marcos do Santos Assunção (ur. 25 lipca 1976 w Caieiras) – piłkarz brazylijski grający na pozycji defensywnego pomocnika w Figueirense.

## Kariera klubowa

### Wczesne lata
Assunção rozpoczął piłkarską karierę w klubie Rio Branco Esporte Clube wywodzącego się z miasta Americana. Przez dwa sezony grywał w nim w Serie C, a w 1996 roku przeszedł do Santos FC. W barwach Santosu zadebiutował w pierwszej lidze brazylijskiej. Grał tam przez dwa lata, ale tylko w 1997 roku wystąpił w fazie play-off, w której Santos zajął ex-aequo 3.-4. miejsce. W 1998 roku wyjechał do Rio de Janeiro i przez cały sezon występował w tamtejszym CR Flamengo.

### Roma
W 1999 roku Marcos wyjechał do Europy, a jego pierwszym klubem została włoska AS Roma. W składzie drużyny widniało wówczas jego czterech rodaków: Cafu, Aldair, Fabio Junior oraz Antônio Carlos Zago. W Serie A zadebiutował 29 sierpnia w zremisowanym 1:1 wyjazdowym spotkaniu z Piacenzą. W Romie występował w pierwszym składzie tworząc środek pomocy z Damianem Tommasim. Swój pierwszy sukces na włoskich boiskach osiągnął jednak rok później, w sezonie 2000/2001, gdy wywalczył mistrzostwo Włoch, pierwsze od 1983 roku dla tego klubu. W mistrzowskim sezonie Assunção wystąpił w 12 spotkaniach i strzelił 2 gole. W sezonie 2001/2002 został wicemistrzem kraju, wywalczył Superpuchar Włoch oraz wystąpił w dwóch fazach grupowych Ligi Mistrzów. Przez trzy sezony wystąpił w 55 ligowych spotkaniach Romy i strzelił w nich 9 goli.

### Betis
W sierpniu 2002 roku Assunção przeszedł do hiszpańskiego Realu Betis. W Primera División zadebiutował 1 września w wygranym 4:2 wyjazdowym meczu z Deportivo La Coruña. Zdobył w nim pierwszego gola pokonując strzałem z około 35 metrów bramkarza „Depor” José Francisco Molinę. W Betisie przez całe 5 lat był podstawowym zawodnikiem, a największym sukcesem w tym okresie było zajęcie 4. miejsca w La Liga w sezonie 2004/2005. W sezonie 2005/2006 wystąpił w dwóch spotkaniach kwalifikacyjnych do Ligi Mistrzów oraz w pięciu na sześć w fazie grupowej. Następnie Betis wystąpił w Pucharze UEFA, jednak Marcos opuścił te spotkania z powodu kontuzji. W barwach sewilskiej drużyny zagrał w 137 spotkaniach i strzelił 23 gole.

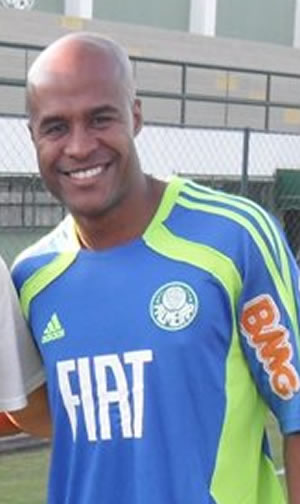
Assunção jako zawodnik Palmeiras

### Zjednoczone Emiraty Arabskie
Latem 2007 roku Assunção wyjechał do Zjednoczonych Emiratów Arabskich i podpisał kontrakt z tamtejszym Al-Ahli Dubaj. Po roku przeszedł do lokalnego rywala - Al-Shabab. Po dwóch latach gry w UAE Pro League i strzeleniu łącznie 4 goli w rozgrywkach ligowych zawodnik zdecydował się na wyjazd z kraju.

### Powrót do Brazylii
W połowie 2009 roku Assunção powrócił do Brazylii, gdzie został zawodnikiem pierwszoligowego Grêmio Prudente Futebol. Na początku 2010 został zawodnikiem SE Palmeiras, podpisując roczny kontrakt.
Assunção został wybrany przez Luiza Felipe Scolariego na jednego z „liderów” swojego zespołu, obok Danilo, Edimo, Marcosa. W Copa Sudamericana 2010 zaliczył jedną asystę i zdobył też pięknego gola z rzutu wolnego w meczu wygranym przez jego zespół 3-0 z Vitória Salvador (ostatecznie jego drużyna w dwumeczu wygrała 3-2). W Copa do Brasil 2012 był również ważnym elementem zespołu, który ostatecznie wygrał i te rozgrywki.
6 stycznia 2013 roku z powodu braku zgody w kwestii nowego kontraktu obrońca opuścił Palmeiras. Pięć dni później, po 14 latach wrócił do Santosu FC, podpisując z nowym klubem umowę do grudnia. W barwach tego zespołu w ciągu całego sezonu wystąpił jednak w zaledwie czterech meczach i ostatecznie opuścił Santos.
Nowym zespołem Brazylijczyka zostało Figueirense, z którym to zawodnik 14 stycznia 2014 podpisał roczny kontrakt.

## Statystyki
| Sezon   | Klub           | Kraj      | Rozgrywki                       | Mecze | Bramki |
| ------- | -------------- | --------- | ------------------------------- | ----- | ------ |
| 1994    | Rio Branco     | Brazylia  | Campeonato Brasileiro Série C   | ?     | ?      |
| 1995    | Rio Branco     | Brazylia  | Campeonato Brasileiro Série C   | ?     | ?      |
| 1996    | Santos FC      | Brazylia  | Campeonato Brasileiro Série A   | 19    | 2      |
| 1997    | Santos FC      | Brazylia  | Campeonato Brasileiro Série A A | 14    | 1      |
| 1998    | CR Flamengo    | Brazylia  | Campeonato Brasileiro Série A   | 21    | 5      |
| 1999/00 | AS Roma        | Włochy    | Serie A                         | 21    | 1      |
| 2000/01 | AS Roma        | Włochy    | Serie A                         | 12    | 2      |
| 2001/02 | AS Roma        | Włochy    | Serie A                         | 22    | 6      |
| 2002/03 | Real Betis     | Hiszpania | Primera Division                | 30    | 5      |
| 2003/04 | Real Betis     | Hiszpania | Primera Division                | 19    | 7      |
| 2004/05 | Real Betis     | Hiszpania | Primera Division                | 34    | 9      |
| 2005/06 | Real Betis     | Hiszpania | Primera Division                | 25    | 1      |
| 2006/07 | Real Betis     | Hiszpania | Primera Division                | 27    | 2      |
| 2007/08 | Al-Ahli        | ZEA       | UAE Pro League                  | 12    | 1      |
| 2007/09 | Al-Shabab      | ZEA       | UAE Pro League                  | 21    | 3      |
| 2009    | Grêmio Barueri | Brazylia  | Campeonato Brasileiro Série A   | 16    | 4      |
| 2010    | SE Palmeiras   | Brazylia  | Campeonato Brasileiro Série A   | 26    | 6      |
| 2011    | SE Palmeiras   | Brazylia  | Campeonato Brasileiro Série A   | 34    | 8      |
| 2012    | SE Palmeiras   | Brazylia  | Campeonato Brasileiro Série A   | 18    | 2      |
| 2013    | Santos FC      | Brazylia  | Campeonato Brasileiro Série B   | 4     | 0      |
| 2014    | Figueirense    | Brazylia  | Campeonato Brasileiro Série A   | 0     | 0      |

## Kariera reprezentacyjna
W reprezentacji Brazylii Assunção zadebiutował 8 lutego 1998 roku w wygranym 4:0 spotkaniu z Salwadorem. Natomiast swojego pierwszego i zarazem jedynego gola w kadrze narodowej strzelił 18 listopada tego samego roku w wygranym 5:1 meczu z Rosją. W drużynie "canarinhos" wystąpił łącznie w 11 spotkaniach.